# Berthenonville
Berthenonville è un ex comune francese di 239 abitanti situato nel dipartimento dell'Eure nella regione della Normandia. Dal 1º gennaio 2016  il comune è stato accorpato ad altri 13 comuni per formare il nuovo comune di Vexin-sur-Epte, di cui costituisce comune delegato.

## Società

### Evoluzione demografica
Abitanti censiti